# Krakkolás
A krakkolás folyamata során az alkánok hosszú szénláncú molekulái magas hőmérsékleten, katalizátor hatására kisebbekre törnek szét (cracking-tördelés). E folyamat során nagyobb részben C5-C10 szénatomszámú telített és telítetlen szénhidrogének keletkeznek dehidrogénezés, valamint a láncszakadás következtében. A művelet alatt részben kis szénatomszámú alkénekből álló krakkgáz keletkezik, részben pedig ugyancsak az eredetinél kisebb szénatomszámú alkánok jönnek létre melyből jó minőségű motorbenzin állítható elő. Nem szabad összetéveszteni a pirolízissel. A kettő között a különbség annyi, hogy amíg a szénhidrogéneket 650 °C alatt bontjuk, addig krakkolásról beszélünk, míg ha 650°C fölött, akkor pirolízisről.

## Fajtái[2]
A krakkolás lehet termikus, vagy katalitikus. A termikus krakkolás jellemzői a következők:
A szénhidrogéneknek a termikus krakkolással szembeni stabilitása a szénlánc nagyságával fokozatosan csökken, vagyis nagyobb szénhidrogén molekulák már viszonylag alacsonyabb hőmérsékleten is krakkolódnak. Ez a szabály az alkénekre is érvényes. Ebben a reakcióban nem vesznek részt katalizátorok, ezért a szén-szén kötések nagyobb eséllyel bomlanak fel, mint a szén-hidrogén kötések, mert az utóbbiak kötési energiája nagyobb. Így nagy számban tudnak előállítani például etént, ami a szerves vegyiparban fontos szerepet játszik.
A katalitikus krakkolást rendszerint alumínium-szilikát típusú katalizátorokon (elsősorban zeolitokon) végzik 400-500 °C hőmérsékleten, üzemanyagok előállítása céljából. A keletkező termékek nagyrészt alkánok és aromás vegyületek. Ezt azzal lehet magyarázni, hogy itt izomerizáció, hidrogénátvitel és gyűrűzáródás is felléphet.